# Marc-Andreas Bochert
Marc-Andreas Bochert (* 1971 in Hildesheim) ist ein deutscher Filmregisseur und Drehbuchautor.

## Leben
Bochert studierte nach seinem Abitur und Zivildienst von 1992 bis 1998 an der Hochschule für Film und Fernsehen „Konrad Wolf“ (HFF) im Fachbereich Regie. 1994 nahm Marc-Andreas Bochert an dem Nachwuchsfilmfestival Fest der jungen Filmer teil (heute Werkstatt der Jungen Filmszene). Für seinen Abschlussfilm, den Kurzfilm Kleingeld, wurde er bereits in jungen Jahren mehrfach ausgezeichnet. So gewann er u. a. den Studenten-Oscar der Academy of Motion Picture Arts and Sciences, den Deutschen Kurzfilmpreis, den Max Ophüls Preis und erhielt 2000 eine Oscar-Nominierung in der Kategorie „Bester Kurzfilm“. Auch erhielt er 2013 den Kinderfernsehpreis des Robert-Geisendörfer-Preises für die Regie in Die Schöne und das Biest zusammen mit Marcus Hertnack.

## Filmografie
- 1993: Robin und Annabel
- 1993: Aljoschas abenteuerlicher Alltag (Dokumentarfilm)
- 1994: Das Muster (Kurzspielfilm)
- 1996: Schatten der Vergangenheit (Kurzspielfilm)
- 1999: Kleingeld (Kurzspielfilm)
- 1999: Achterbahn: Lotte Primaballerina (Kurzspielfilm)
- 2000: Die Spezialistenshow (Kurzspielfilm)
- 2002: Weihnachten (Fernsehfilm)
- 2003: Ein Goldfisch unter Haien (Fernsehfilm)
- 2004: Anja & Anton (Fernsehserie)
- 2009: Empathie (Fernsehfilm)
- 2011: Inklusion – Gemeinsam anders (Fernsehfilm)
- 2012: Die Schöne und das Biest (Fernsehfilm)
- 2013: Dyslexie (Fernsehfilm)
- 2014: Toleranz (Fernsehserie)
- 2014: Das kalte Herz
- 2015: Krüger aus Almanya
- 2018: Krügers Odyssee
- 2018: Küss die Hand, Krüger
- 2019: Stenzels Bescherung
- 2020: Kryger bleibt Krüger